# Uplengen
Uplengen è un comune di 11.448 abitanti della Bassa Sassonia, in Germania.
Appartiene al circondario (Landkreis) di Leer (targa LER).